# 용궁상업고등학교
용궁상업고등학교는 경상북도 예천군 용궁면에 있었던 공립 고등학교이다.

## 연혁
- 1978년 : 용궁종합고등학교로 개교
- 1981년 : 용궁상업고등학교로 변경
- 2006년 : 폐교[1]

## 같이 보기
- 용궁중학교